# فورکان کورکماز
فورکان کورکماز (انگلیسی: Furkan Korkmaz؛ زادهٔ ۲۴ ژوئیهٔ ۱۹۹۷) بازیکن بسکتبال اهل ترکیه است.
از باشگاه‌هایی که در آن بازی کرده‌است می‌توان به باشگاه ورزشی افس پیلسن و فیلادلفیا سونتی‌سیکسرز اشاره کرد.
وی در مسابقات کشوری و بین‌المللی در مجموع برندهٔ ۱ مدال طلا، ۱ مدال نقره، ۱ مدال برنز شده‌است.